# اکینسیلار، کاهتا
اکینسیلار، کاهتا (به لاتین: Akıncılar, Kahta) یک منطقهٔ مسکونی در ترکیه است که در استان آدیامان واقع شده‌است.